# 中川翔子アニメサークル
『中川翔子アニメサークル』（なかがわしょうこ アニメサークル）はニッポン放送にて2023年10月5日から、放送されているアニメーションにまつわるトークバラエティ番組。

## 概要
キー局のニッポン放送ではNishikawa（寝具メーカー）の協賛を得た冠番組（「Nishikawa Presents」=西川プレゼンツ）となっている。
その他、『鶴光・美和子噂のゴールデンリクエスト』の20時台までをネットしている地方局（放送時間参照）にも同時ネットされているが、同時ネット局についてはPT（ノンスポンサーの白ネット）扱いとなっており、CM中はフィラーの音楽、または地元企業のスポットCMを放送している。
当初はスペシャルウィークによる特別編成やニッポン放送ショウアップナイターの放送時間延長時・その他スポーツ中継実施時を除く毎週木曜20時40分 - 21時のナイターオフ限定番組として始まったが、2024年度のナイターシーズン中もLFの首都圏ローカルのみ時間帯を毎週金曜21時30分 - 21時50分に移動した上で放送が継続、ショウアップナイターの放送本番カードの試合延長により放送休止が生じた場合を除き放送される（この場合、スペシャルウィーク週でも、野球による延長がなければ放送がある）。
各回放送終了から1週間後各Podcastでアーカイブ配信される。なおCMはカットされる。放送休止週回時は配信されない。

## 放送時間
- 木曜 20:40 - 21:00 - 2023年10月6日 - 2024年3月28日
同時ネット局：山形放送、新潟放送、北日本放送、東海ラジオ放送、和歌山放送、西日本放送、四国放送、長崎放送・NBCラジオ佐賀、大分放送、熊本放送
スペシャルウィークによるニッポン放送の特別編成実施時、スポーツ中継実施時は休止。
- 金曜 21:30 - 21:50 - 2024年4月5日 -
ニッポン放送首都圏ローカル
ニッポン放送ショウアップナイターの放送カードの延長時（時間的な目安として放送中の試合が21:20までに終了しなかった場合）は休止（スペシャルウィークであっても野球放送が延長しなければ放送あり）。

## コンセプト
毎週木曜日の夜、突然現れる不思議な空間にあるアニメサークルを舞台に、声優、歌手、製作スタッフらアニメにまつわる関係者を2週連続を基本としてゲストに招き、中川翔子とゲストが、彼らが担当したアニメの仕事にまつわるトークやプライベートトークを展開する。

## 出演したゲスト
| 回数 | 放送日         | ゲスト     | 備考 |
| ---- | -------------- | ---------- | --- |
| 1    | 2023年10月5日  | 大橋彩香   | |
| 2    | 2023年10月12日 | 大橋彩香   | |
| 3    | 2023年10月26日 | 名塚佳織   | |
| 4    | 2023年11月9日  | 名塚佳織   | |
| 5    | 2023年11月16日 | 内田彩     | |
| 6    | 2023年11月23日 | 内田彩     | |
| 7    | 2023年11月30日 | 中村繪里子 | |
| 8    | 2023年12月8日  | 中村繪里子 | |
| 9    | 2023年12月21日 | 田所あずさ | |
| 10   | 2023年12月28日 | 田所あずさ | |
| 11   | 2024年1月4日   | 藩めぐみ   | |
| 12   | 2024年1月11日  | 藩めぐみ   | |
| 13   | 2024年1月18日  | 井上喜久子 | |
| 14   | 2024年1月25日  | 井上喜久子 | |
| 15   | 2024年2月8日   | 小野賢章   | |
| 16   | 2024年2月15日  | 小野賢章   | |
| 17   | 2024年2月22日  | 桑島法子   | |
| 18   | 2024年2月29日  | 桑島法子   | |
| 19   | 2024年3月7日   | 関智一     | |
| 20   | 2024年3月14日  | 関智一     | |
| 21   | 2024年3月28日  | Machico    | 3月24日にイマジンスタジオで行われた公開収録の模様を放送。 この回をもって2023年度ナイターオフシーズン編成終了につき、同時ネット地方局での放送は一旦終了。 |
| 22   | 2024年4月5日   | Machico    | 前週に続き公開収録の模様を放送。 |
| 23   | 2024年4月12日  | 夏川椎菜   | |
| 24   | 2024年4月26日  | 夏川椎菜   | |
| 25   | 2024年5月3日   | 日髙のり子 | |
| 26   | 2024年5月10日  | 日髙のり子 | |
| 27   | 2024年5月17日  | 三ツ矢雄二 | |
| 28   | 2024年5月24日  | 三ツ矢雄二 | |
| 29   | 2024年5月30日  | 山口勝平   | |
| 30   | 2024年6月7日   | 山口勝平   | |
| 31   | 2024年6月14日  | 斉藤朱夏   | |
| 32   | 2024年6月21日  | 斉藤朱夏   | |